# Michael von Fürstenberg
Michael Freiherr von Fürstenberg (* 16. März 1942; † 22. März 2012 in Münster) war ein deutscher römisch-katholischer Geistlicher.

## Familie
Michael von Fürstenberg stammte aus dem alten, katholischen westfälischen Adelsgeschlecht der Freiherren von Fürstenberg-Körtlinghausen. Er war der Sohn von Ferdinand Freiherr von Fürstenberg (1894–1974) und Ruth von Carlowitz (1898–1966), der Tochter von Adolph von Carlowitz.
Nach der Vertreibung aus Schlesien und Flucht aus Sachsen lebten sie 1946 bei seinem Patenonkel Hermann Freiherr von Fürstenberg auf Schloss Körtlinghausen im Sauerland.
Michael von Fürstenberg war Eigentümer des Schlosses Eggeringhausen, das er 1951 von Lothar Freiherr von Fürstenberg erbte.

## Leben
Michael von Fürstenberg studierte Agrarwissenschaften (1965, Diplomagraringenieur Dipl.-Ing. agr.) und war im Familienunternehmen tätig. Als Spätberufener trat er in das Paderborner Priesterseminar ein. Erzbischof Johannes Joachim Degenhardt schickte ihn 1977 zum Studium der Philosophie und Theologie an das Pontificium Collegium Germanicum et Hungaricum de Urbe, das deutsche Priesterseminar in Rom. 1981 empfing er in der Propsteikirche St. Laurentius in Arnsberg durch Maximilian Kardinal von Fürstenberg die Priesterweihe. Am 19. Juli 1981 feierte er seine Primiz in St. Alexander in Mellrich. Von 1981 bis 1983 absolvierte er ein Promotionsstudium in Kirchenrecht an der römischen Päpstlichen Universität Gregoriana und wurde zum Doctor iuris canonici (Dr. iur. can.) promoviert. Er war Pfarradministrator in Neuenbeken, Diözesanrichter am Erzbischöflichen Offizialat Paderborn und Diözesanseelsorger des Malteser Hilfsdienst. Von 1997 bis 1999 war er in Nachfolge von Hans-Josef Becker Diözesanseelsorger des Malteserordens; ihm folgte 2000 Peter Schallenberg. Er war Ehren- und Devotions-Ritter des Malteserordens. 1985 erhielt er in Regensburg den Ritterschlag des Ritterordens vom Heiligen Grab zu Jerusalem. Von Papst Johannes Paul II. wurde er zum Päpstlichen Ehrenkaplan (Monsignore) ernannt.

## Schriften
- Bericht über die Feiern anlässlich der Übergabe des roten Baretts an Erzbischof Maximilian Fürstenberg, 1967
- Das Flabellum in der Kirche des Westens, in: WestfZs 129, 1979, S. 157–192
- Die Altarinschriften der Hubertuskapelle in Brilon, in: WestfZs 140, 1990, S. 275–278
- “Ordinaria loci” oder “Monstrum Westphaliae”? Zur kirchlichen Rechtsstellung der Äbtissin von Herford im europäischen Vergleich, Bonifatius Paderborn 1995, ISBN 978-3-87088-695-0
- Ein Westfale in Prag. Der Prior des Malteserordens Bernhard Witte, Militensia Paderborn 1998
- Bücherverzeichnis zur Kirchengeschichte: Eine kommentierte Bibliographie, Bonifatius Paderborn 1999, ISBN 978-3-89710-061-9
- Katholische Pfarrkirche St. Marien, Neuenbeken, Schnell und Steiner 1999, ISBN 978-3-7954-6238-3
- Ikonen, Verbindung zwischen Gottlichem und Menschlichem, Associazione Culturale Guido Barbieri 2005
- Die Johanniter aus Mussbach: Nicasius, Gerlandus und Gerhard, Genossenschaft Rheinland-Pfalz-Saar des Johanniterordens 2008, ISBN 978-3-00-013513-2